# Refredament actiu

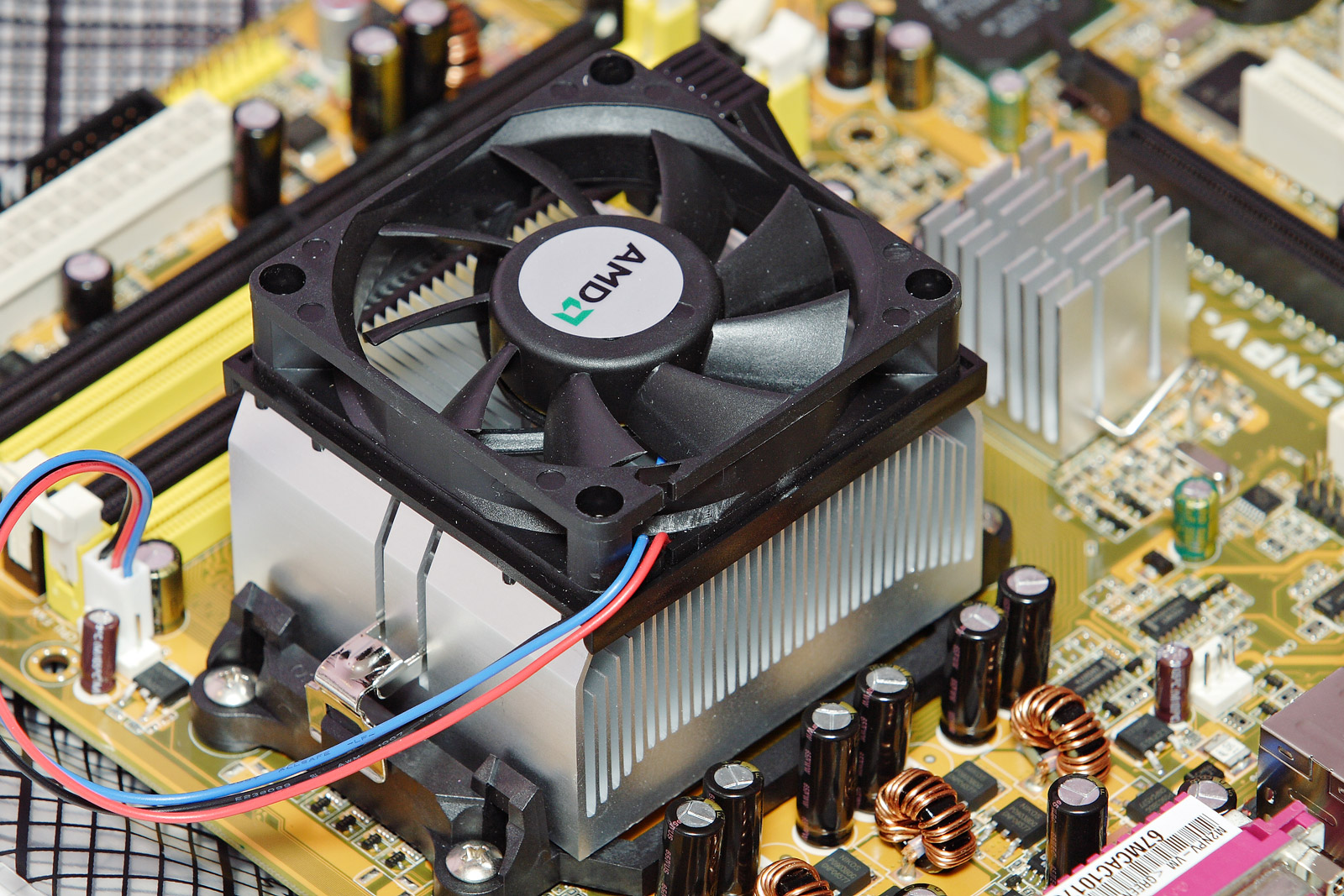
Dissipador de calor de la CPU amb ventilador connectat.

El refredament actiu és un mecanisme de reducció de la calor que s'implementa normalment en dispositius electrònics i edificis interiors per garantir la transferència i la circulació de calor adequades des de l'interior.
A diferència del seu homòleg, la refrigeració passiva, la refrigeració activa depèn completament del consum d'energia per funcionar. Utilitza diversos sistemes mecànics que consumeixen energia per dissipar la calor. Normalment s'implementa en sistemes que no poden mantenir la seva temperatura per mitjans passius. Els sistemes de refrigeració actius solen alimentar-se mitjançant l'ús d'electricitat o energia tèrmica, però és possible que alguns sistemes s'alimentin amb energia solar o fins i tot amb energia hidroelèctrica. Han d'estar ben conservats i sostenibles per tal que puguin realitzar les seves tasques necessàries o la possibilitat de danys als objectes. Diverses aplicacions dels sistemes de refrigeració actiu comercials inclouen aires condicionats interiors, ventiladors d'ordinador i
bombes de calor.
L'equació del balanç de calor ve donada per:
{\displaystyle p\cdot c_{p}\cdot V\cdot dT/dt=E_{int}+E_{Conv}+E_{Vent}+E_{AC}}
Hi ha tres sistemes de refrigeració actiu que s'utilitzen habitualment en els sectors residencials:

## Ventilador
Un ventilador és de tres a quatre pales girades per un motor elèctric a una velocitat constant. Al llarg de la rotació, es produeix un flux d'aire i es refreda l'entorn mitjançant el procés de transferència de calor per convecció forçada. Pel seu preu relativament baix, és el més utilitzat dels tres sistemes de refrigeració actius del sector residencial.

## Bombes de calor
Una bomba de calor utilitza electricitat per extreure calor d'una zona fresca a una zona càlida, fent que la zona freda baixi la temperatura i la zona càlida augmenti la temperatura.

## Refrigeradors per evaporació
Un refrigerador evaporatiu absorbeix l'aire exterior i el fa passar per coixinets saturats d'aigua, reduint la temperatura de l'aire mitjançant l'evaporació de l'aigua.